# Freiberger (paard)

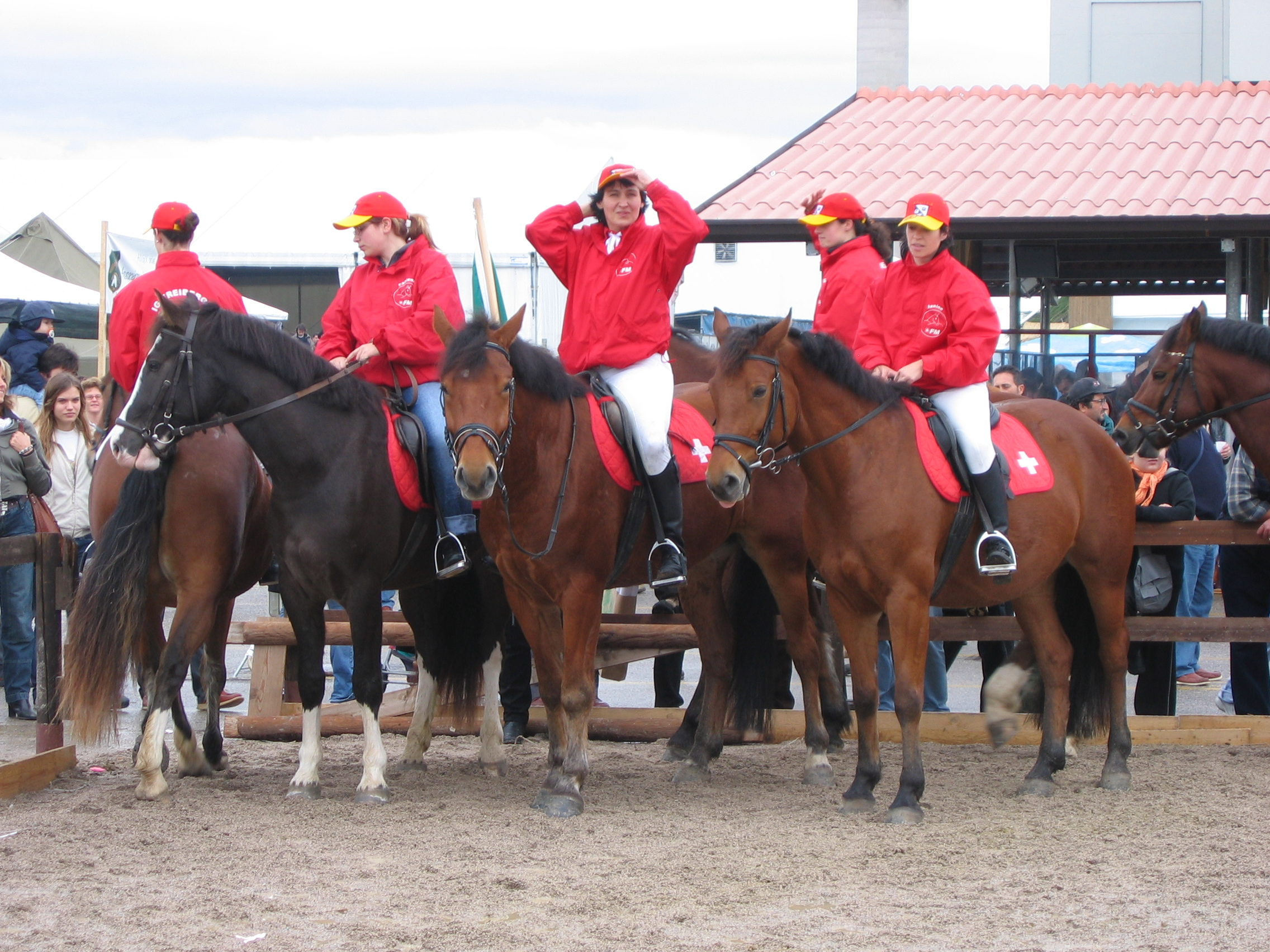
Freiberger onder het zadel

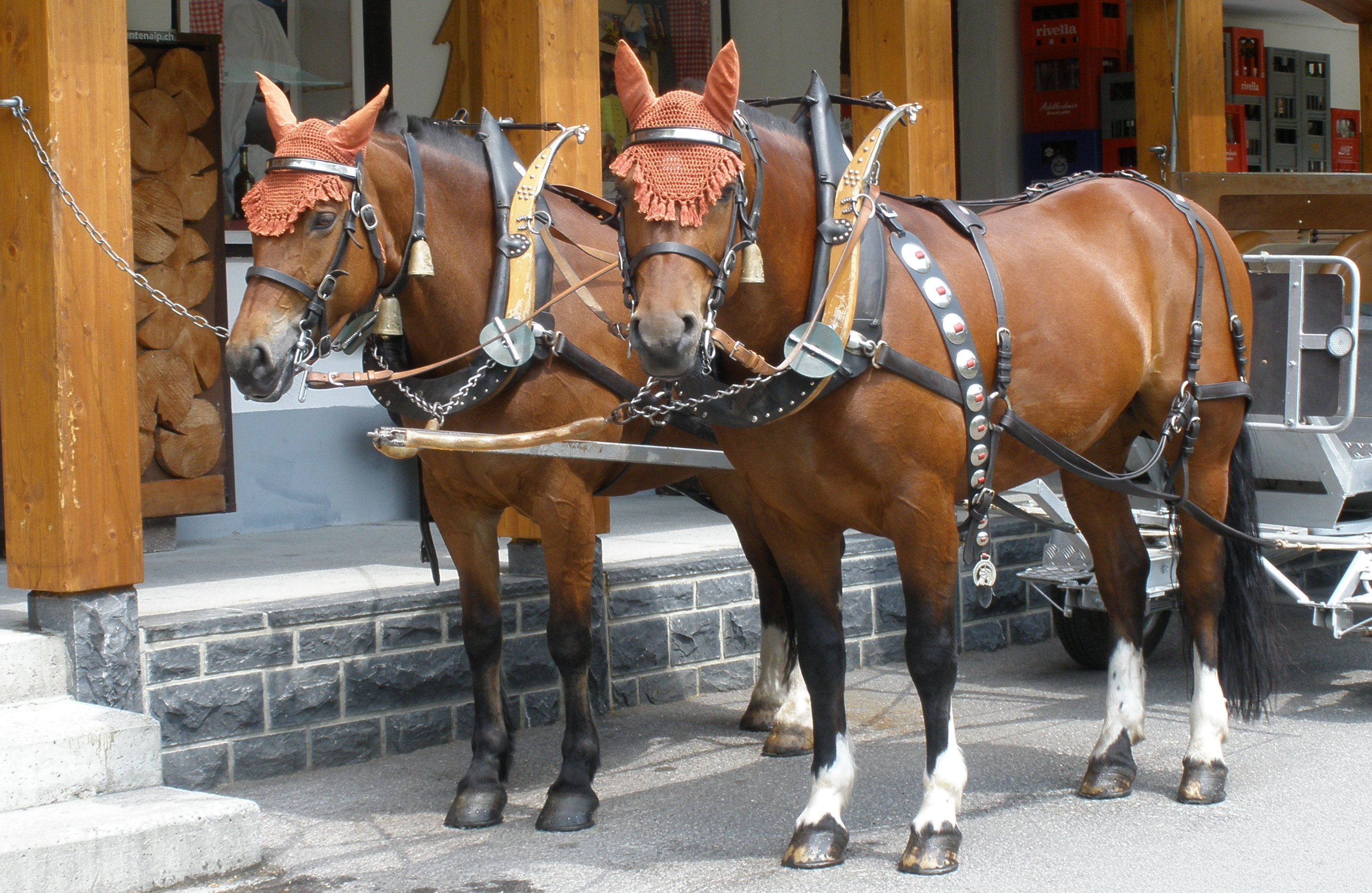
Dubbelspan Freiberger voor de koets

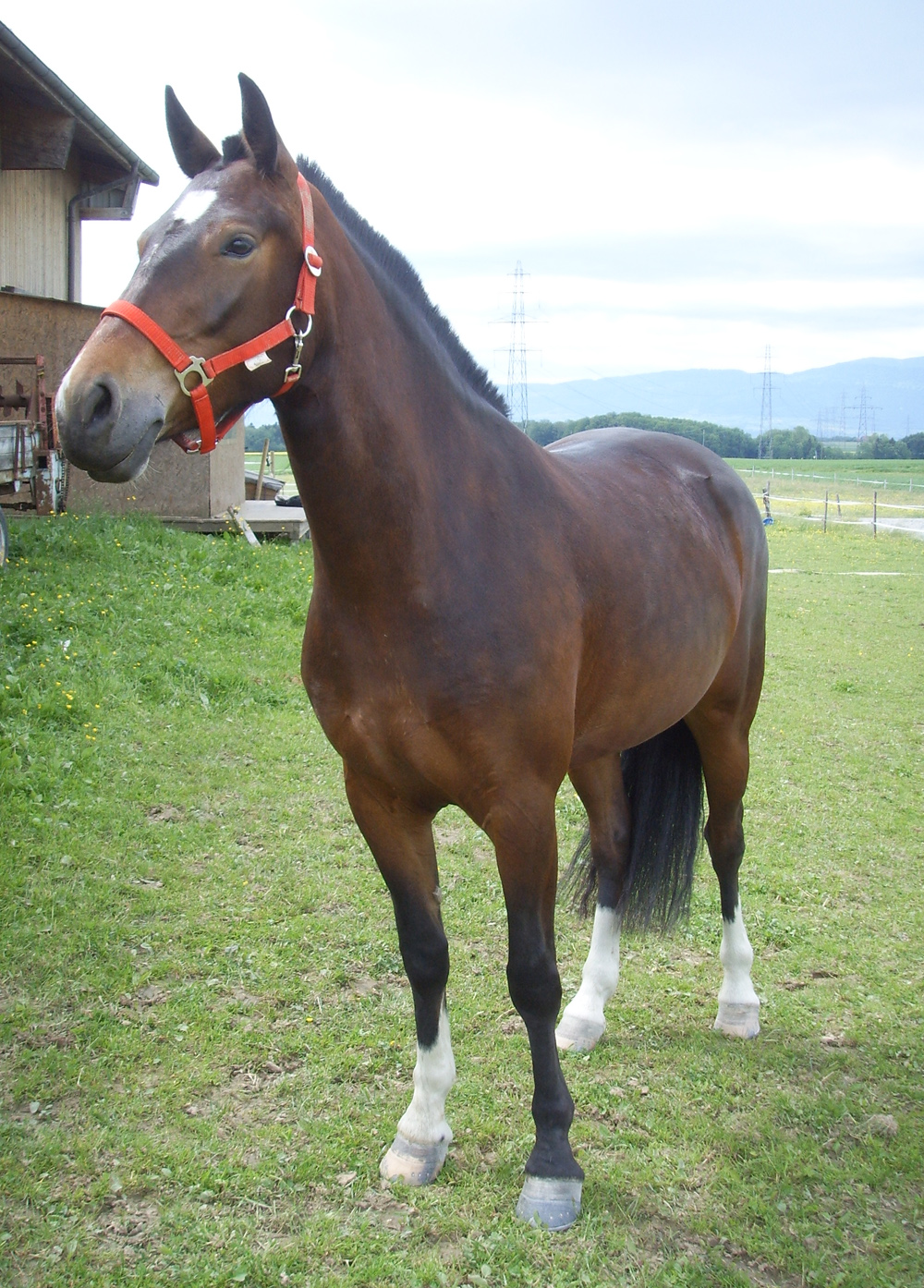
Driejarige Freiberger

De Freiberger of Franches-Montagnes (FM) is een oud paardenras dat zijn oorsprong heeft in Zwitserland. Het lichte trekpaard werd gefokt op het hoogplateau van de Franches-Montagnes in het kanton Jura en werd in het verleden veel gebruikt door de Zwitserse krijgsmacht. De afkorting FM, die voor dit ras gebruikt wordt, slaat op haar Franse naam.

## Uiterlijke kenmerken
De Freiberger is een compact vierkant paard. De rug is kort en geschikt voor het dragen van lasten. Het paard heeft een expressief, edel hoofd en een krachtige nek. Het gewicht ligt gewoonlijk tussen 450 en 600 kilo. De stokmaat ligt tussen 150 en 160 centimeter. De kleuren zijn vooral bruin en vos, maar ook schimmel komt voor.

## Karakter
Door zijn rustige karakter en vriendelijkheid is de Freiberger zeer geschikt als recreatiepaard voor de hele familie. Het is een zeer veelzijdig paard dat snel leert. Het paard wordt nog steeds gebruikt als lastdier voor militair transport door de Zwitserse krijgsmacht en wordt daarnaast ook gebruikt voor westernrijden.

## Geschiedenis
De geschiedenis van het fokken van de Freiberger kan worden teruggevolgd tot ongeveer de 15e eeuw. Het ras ontstond door het kruisen van zware Comtois paarden met lichtere hengsten van Oosterse afkomst. Zo ontstond een sterk en compact paard dat eeuwenlang zeer gewaardeerd werd in de landbouw en de cavalerie.
In de tijd van de Franse Revolutie en de oorlogen van Napoleon vorderde het Franse leger alle bruikbare paarden. Later ging de grootste afnemer, Frankrijk, ertoe over meer en meer eigen cavaleriepaarden te fokken, wat de bestanden van de Freiberger geen goed deed. Rond 1860 was de kwaliteit van het ras zo sterk teruggelopen dat de Zwitserse regering besloot in te grijpen om de bevoorrading aan het eigen leger te kunnen garanderen. Eerst werden ter versterking van het ras Engelse volbloeden gebruikt en later ook Anglo-Normandische paarden.
Uit deze bemoeienissen kwam de hengst Vaillant voort, die op 5 april 1891 in Saignelégier werd geboren en als belangrijkste dekhengst uit de geschiedenis van het ras gezien wordt. Van alle Freiberger gaat ongeveer 70% terug op deze stamvader.
Een andere hengst die van grote invloed was op het ras was de in Frankrijk gefokte hengst Imprevue die geboren werd op 9 mei 1886. Ongeveer 25% van het ras heeft deze hengst als stamvader.
Rond 1900 werd wederom op aandringen van het leger ingekruist met volbloed. De lokale boeren vonden de nakomelingen echter te lichtgebouwd en begonnen te kruisen met Percheron, Shire en andere trekpaardrassen. Deze willekeurige vermenging deed het ras geen goed en daarom werd rond 1910 een Zwitserse nationale stoeterij opgericht in Avenches.
Gedurende de Eerste Wereldoorlog was de Freiberger een gewaardeerd cavaleriepaard. Tussen de wereldoorlogen werd de fokkerij voornamelijk door vraag vanuit het leger bepaald. In de Tweede Wereldoorlog deed het paard nog volop dienst als krijgspaard en op de boerderij in de paardentractie.
Na de Tweede Wereldoorlog ging de tendens in de fokkerij voor korte tijd in de richting van een zwaarder werkpaard om zo met de toenemende landbouwmechanisatie te kunnen concurreren, maar het was een verloren slag en een tiental jaren later begon men toch weer meer in de richting van een veelzijdig sportpaard te fokken en gebruikte hiervoor voornamelijk inbreng van Zweeds warmbloed.
Op de nationale stoeterij in Avenches bevindt zich naast het belangrijkste hengstenstation ook een opleidings- en informatiecentrum van het ras. Meer dan 30% van alle goedgekeurde dekhengsten staan hier. De stoeterij doet ondersteunend werk voor de fokkerij in heel Zwitserland. Zo bevinden zich hier ook de kantoren van de algemene organisatie van Zwitserse paardenfokkers.

## Afbeeldingen

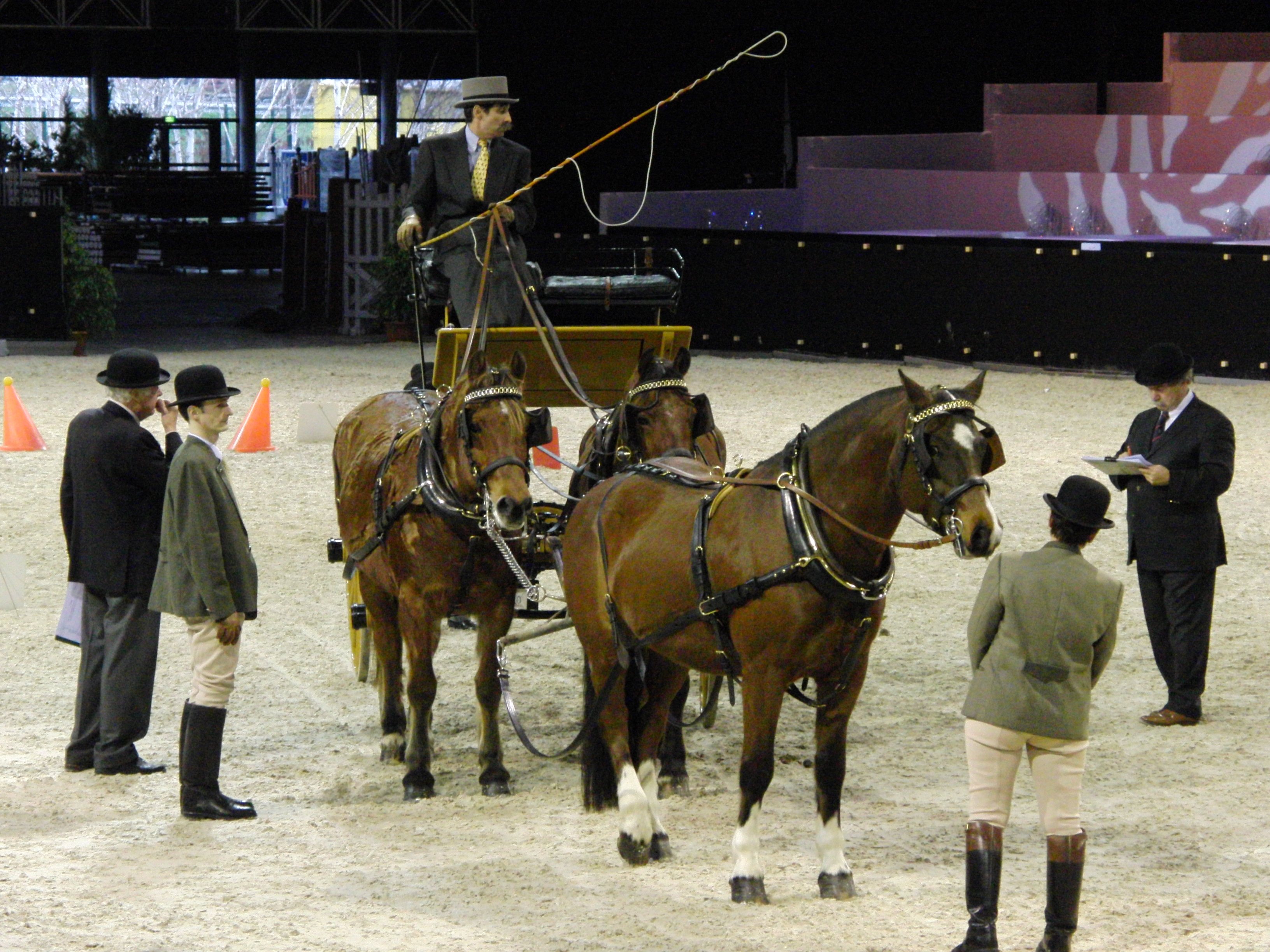
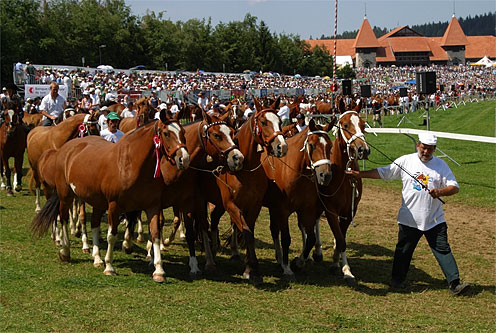
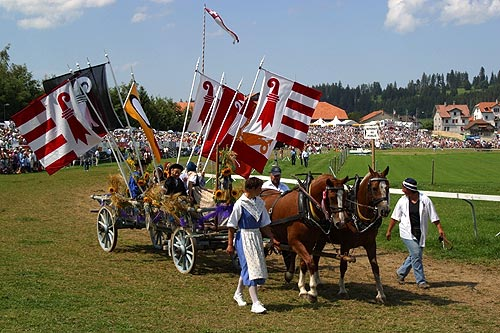